# La ragazza con la Leica
La ragazza con la Leica è una biografia scritta in forma di romanzo di Helena Janeczek, scrittrice italo-tedesca, pubblicato nel 2017 e vincitore del premio Bagutta, del Premio Selezione Campiello e del premio Strega tutti nell'edizione 2018.

## Contenuto
Questo libro tratta della fotoreporter Gerda Taro, uccisa durante la guerra civile spagnola degli anni '30, attraverso i punti di vista ed i ricordi di alcuni personaggi a lei molto vicini.

## Edizioni
In lingua italiana
- Helena Janeczek, La ragazza con la Leica, Guanda, Milano 2017
- Helena Janeczek, La ragazza con la Leica, lettrice: Annunciata Olivieri, Centro internazionale del libro parlato, Feltre 2018

in altre lingue
- (ES)  Helena Janeczek, La chica de la Leica, traduzione di Carlos Gumpert, Tusquets Editores, Barcelona 2019
- (CA)  Helena Janeczek, La noia amb la Leica, traduzione di Oriol Ponsatí-Murlà, Edicions 62, Barcelona març del 2019
- (FR)  Helena Janeczek, La fille au Leica, traduzione di Marguerite Pozzoli, Actes Sud, 2018
- (NL)  Helena Janeczek, Het meisje met de Leica, traduzione di Els van der Pluym, De Bezige Bij, Amsterdam 2019.